# Famille Rodocanachi
La famille Rodocanachi (en grec moderne : Ροδοκανάκη) est une famille originaire de Chios, en Grèce, dont une branche, installée à Marseille au XIXe siècle, s'est illustrée notamment dans le monde des affaires.

## Personnalités

### Grèce
- Constantin Rodocanachi (el) (1635-1685), médecin et érudit grec
- Théodore Rodocanachi (el) (1797-1882), négociant et diplomate franco grec
- Christophe Rodocanachi (el) (1860-1931 ou 1932), médecin et mécène grec, député puis sénateur vénizéliste de Chios
- Platon Rodocanachi (el) (1883-1920), journaliste grec

### Royaume-Uni
- Paul Rodocanachi (1871-1952), esthète, décorateur, collectionneur

### France
- Michel Emmanuel Rodocanachi (1821-1901), homme d'affaires et banquier franco-britannique,
- Pierre (Emmanuel) Rodocanachi (1825-1898)[2], banquier français, né à Marseille, mort à Paris, bâtisseur du château d'Andilly,
- Emmanuel Rodocanachi (1859-1934), homme de lettres et historien français, membre de l'Académie des sciences morales et politiques,
- George Rodocanachi (1875-1944), médecin et résistant franco-britannique,
- Jacques Rodocanachi (en) (1882-1925), escrimeur français (épée) ayant participé aux JO de Londres en 1908[3]
- André Rodocanachi (1914-2001), diplomate[4], ambassadeur de France au Vénézuéla, ép. en premières noces Nada Diplarakou, soeur de Aliki Diplarakou et belle-sœur de Paul-Louis Weiller, ép. en secondes noces Hélène de Liencourt (1915-2020), mère de Josselin de Rohan,
- Pierre Rodocanachi (1938), médaillé olympique d'escrime (fleuret) aux JO de Tokyo en 1964 et président de la Fondation du Sport, administrateur de sociétés dont Booz Allen Hamilton, Groupe Carrefour et Vivendi,
- Christophe Rodocanachi-Jacquin de Margerie (1951-2014), industriel, ancien président de Total,
- Jean-Emmanuel Rodocanachi (1969), entrepreneur de l'année en 2021 et président-fondateur du groupe Grandir, le pionnier français des crèches d'entreprise.

### À confirmer
- Plotino Rhodakanaty (1828 à Athènes - à 1890 Mexico), philosophe, penseur politique, militant anarchiste au Mexique

## Demeures

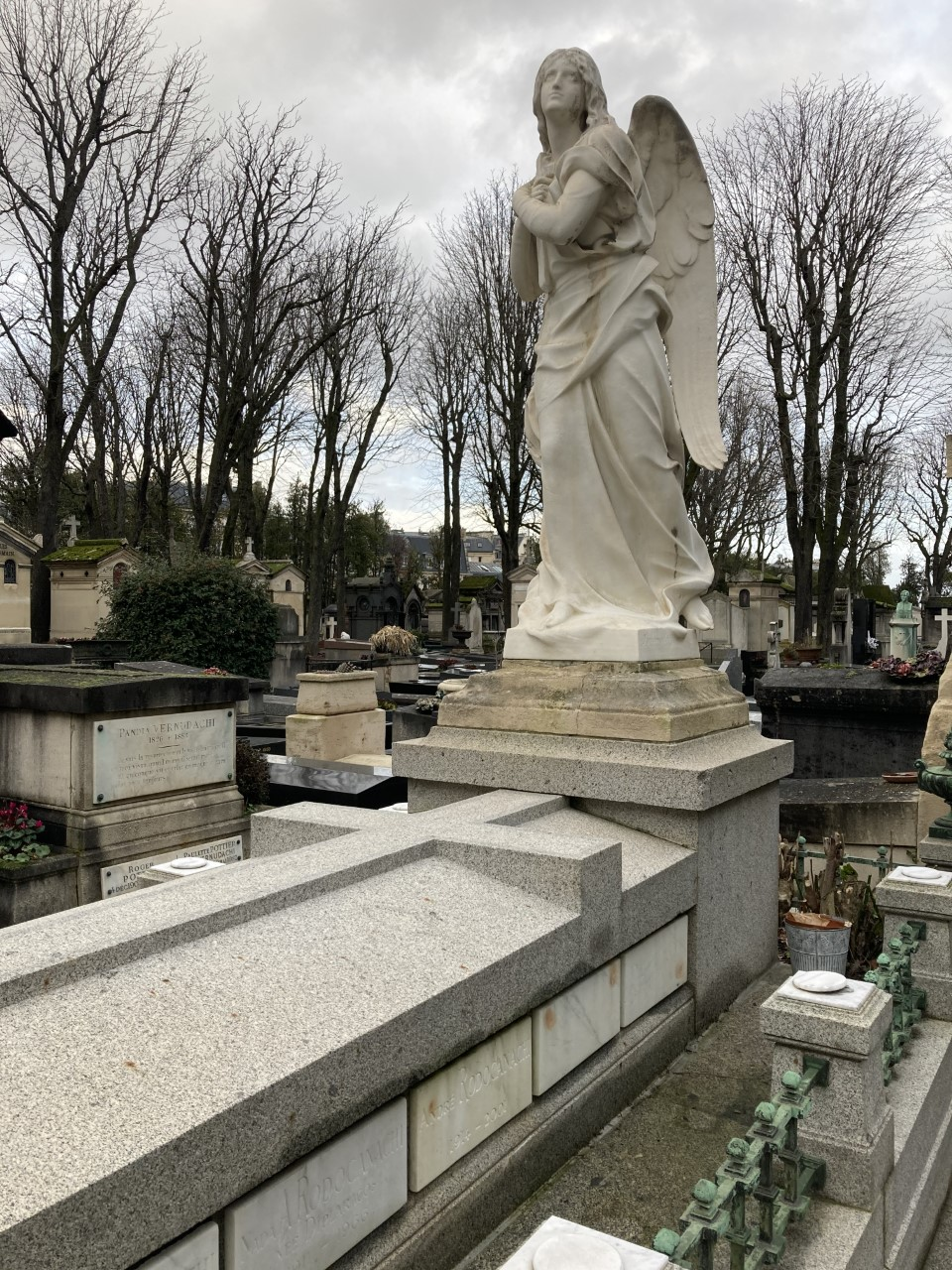
Sépulture de la famille Rodocanachi au cimetière de Passy.

- Le château de Valbelle, construit au milieu du XIXe siècle non loin de l'actuel Rond-Point Prado-Plage de Marseille, mais dont il ne subsiste aujourd'hui qu'une petite parcelle du parc avec la ruine d'un pavillon de style oriental déplacé de la colline Puget. Il fut la propriété du magnat marseillais d'origine grecque Théodore-Emmanuel Rodocanachi (1818-1893)[5].
- Le château Rodocanachi à Andilly (Val d'Oise) construit par Pierre (Emmanuel) Rodocanachi (1825-1898) dans la seconde moitié du XIXe siècle où son propriétaire installe à partir de 1877 une célèbre faisanderie dans laquelle il élève des oiseaux exotiques importés d'Orient pour les acclimater et les faire se reproduire afin de fournir des zoos français[6]. C'est depuis 2006 un EHPAD[7].
- L'hôtel Rodocanachi, à Neuilly-sur-Seine, abrite aujourd'hui le musée des automates. Cet hôtel particulier construit en 1903 porte alternativement le nom de son commanditaire, Paul Rodocanachi, et de son ancien propriétaire Arturo López Willshaw.